# Pałac w Ławicy
Pałac w Ławicy – zabytkowy pałac wzniesiony w XVIII wieku, w 1886 roku został przebudowany.

## Historia
Pałac został wzniesiony w XVIII wieku, pierwsza wzmianka o nim pochodzi z 1830 roku. W 1886 roku obiekt został przebudowany na zlecenie ówczesnego właściciela majątku Rudolpha Schöllera, o czym świadczy data umieszczona na fasadzie. Od 1905 roku właścicielem pałacu był Caesar Schöller. Budowla była przeważnie zamieszkała był przez inspektorów i generalnych pełnomocników zarządzających folwarkiem.
Decyzją wojewódzkiego konserwatora zabytków z dnia 30 listopada 1994 roku budynek został wpisany do rejestru zabytków. Obecnie w Pałacu w Ławicy znajdują się apartamenty do wynajęcia, a w folwarku wystawy pokazujące historię obiektu.

## Architektura
Pałac w Ławicy to budowla eklektyczna, o cechach neorenesansowych i neobarokowych, murowana z kamienia i cegły, otynkowana, założona na planie prostokąta, podpiwniczona, dwu- i trzykondygnacyjna, nakryty dachem czterospadowym z lukarnami. Fasada (elewacja północno-wschodnia) skierowana jest na dawny dziedziniec folwarczny. Na osi fasady znajduje się ryzalit mieszczący główne wejście i klatkę schodową. Ryzalit wieńczy trójkątny przyczółek. W elewacji ogrodowej znajdują się kolejne ryzality, w trójkątnym przyczółku jednego z nich umieszczono datę przebudowy - 1886 rok. Na osi elewacji tylnej umieszczono parterowy ganek podtrzymujący drewniany balkon, nakryty czworobocznym łamanym hełmem. W południowo-wschodnim narożniku budynku umieszczono dwukondygnacyjny wykusz, a w północno-wschodnim narożniku wzniesiono pięcioboczną wieżę, będącą dominantą obiektu. Elewacje pałacu są częściowo ozdobione boniowaniem pasowym. Zachowały się liczne gzymsy (między kondygnacjami, wieńczący, nadokienne). Okna posiadają ozdobne obramowania. Wnętrza zabytku są niedostępne, w części pomieszczeń zachowała się oryginalna stolarka drzwiowa, sztukaterie i piec kaflowy.

Przy pałacu znajduje się folwark dworski - duże zabudowania gospodarcze, dziedziniec i pozostałości parku.

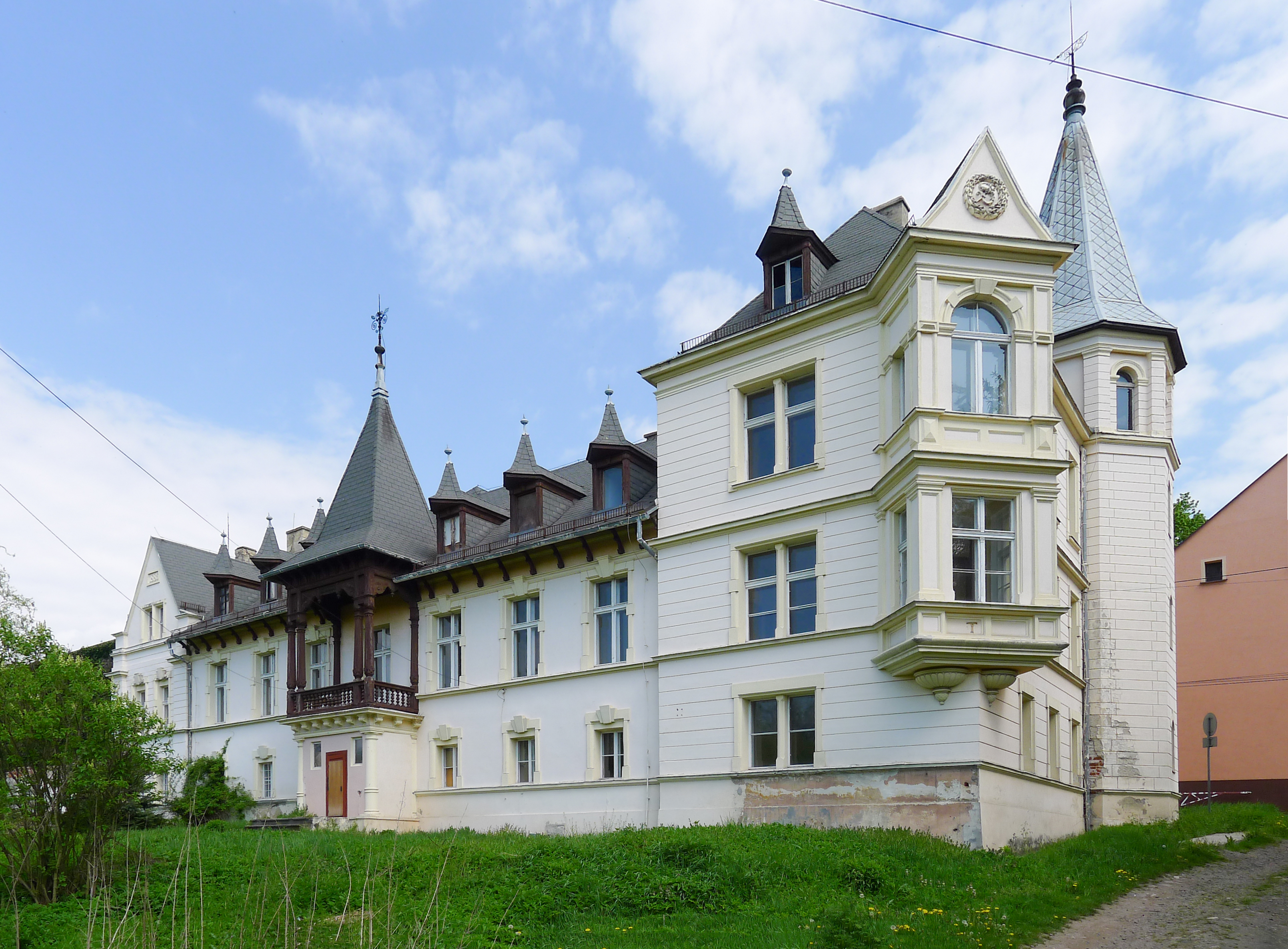
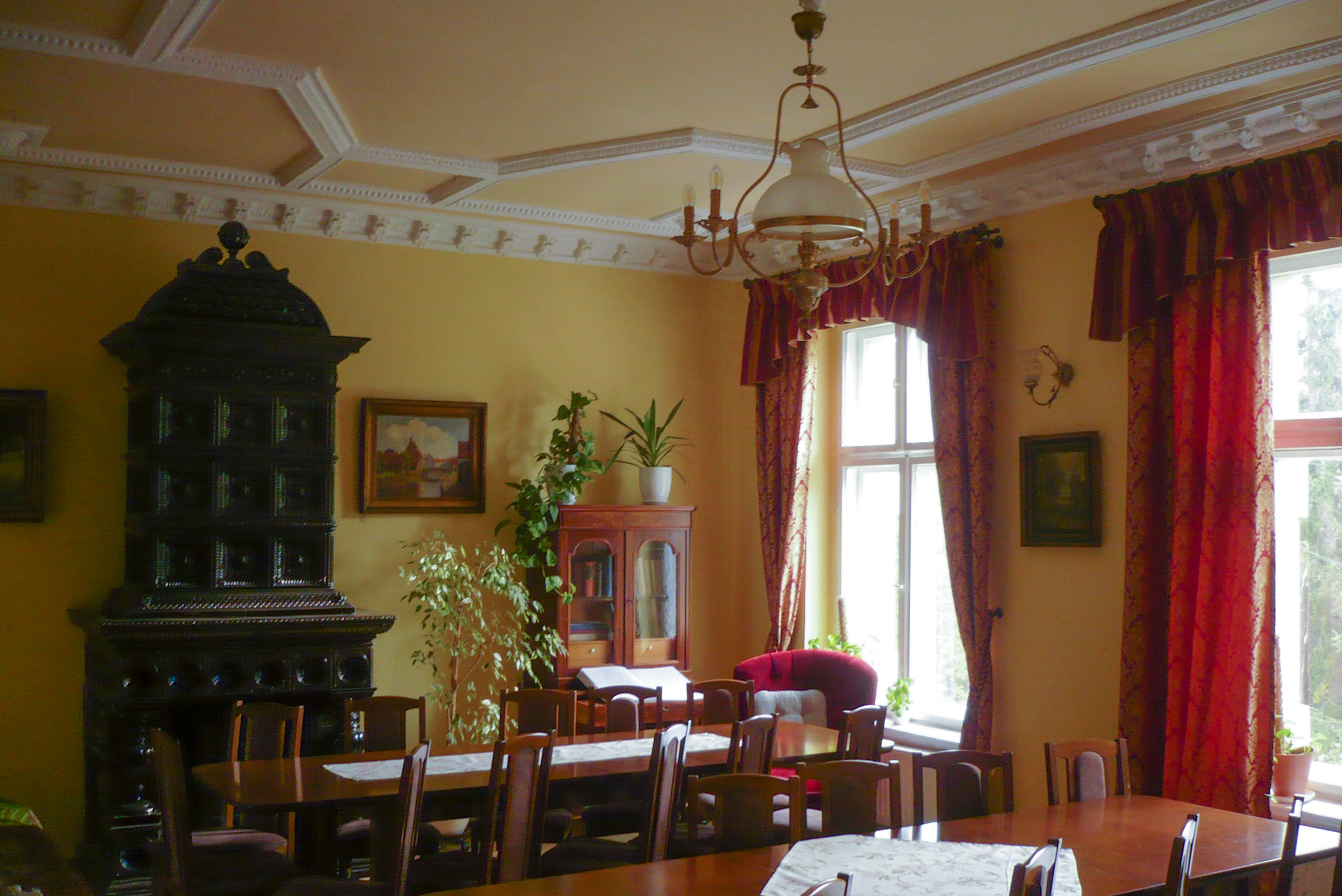
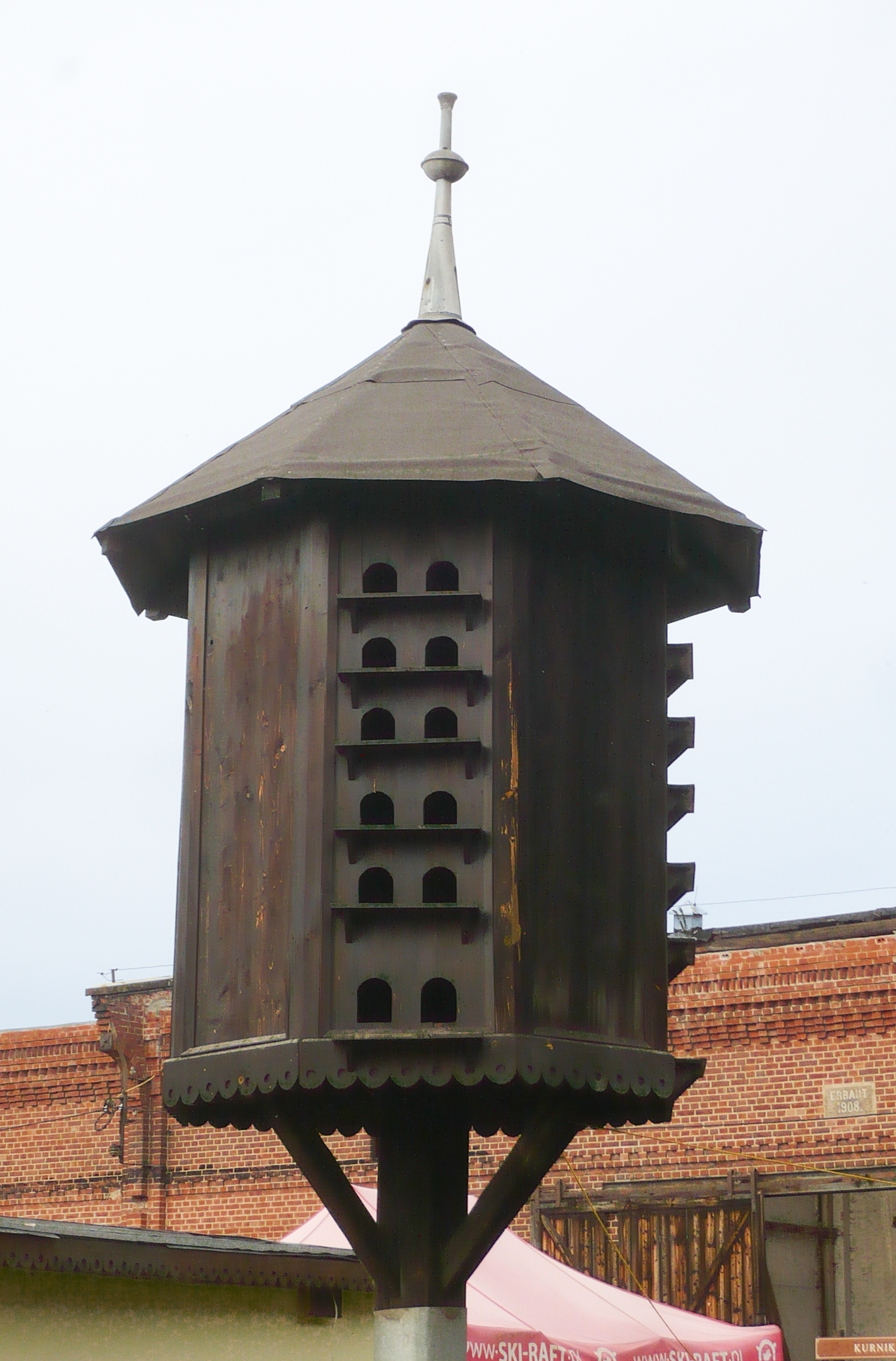